# Dominic Maurais
 (janvier 2024).
Si vous disposez d'ouvrages ou d'articles de référence ou si vous connaissez des sites web de qualité traitant du thème abordé ici, merci de compléter l'article en donnant les références utiles à sa vérifiabilité et en les liant à la section « Notes et références ».
Dominic Maurais est né le 18 décembre 1967 à Shawinigan, Québec, Canada
. Il est animateur de radio sur les ondes de Radio X. Son émission Maurais Live est diffusé en direct de 6h00 à 10h00 du lundi au vendredi à CHOI-FM 98,1 de Québec.

## Les débuts
Originaire de la ville de Shawinigan, il devient journaliste et animateur en 1986. Avec des débuts modestes à la station CKSM 1220 de Shawinigan, il animait une émission country de 18h à minuit, couvrait les faits divers et lisait les nouvelles. [réf. souhaitée] Par la suite, occupe des fonctions de journaliste et lecteur de nouvelles à CHLN-55 est CJTR de Trois-Rivières. [réf. souhaitée] En 1991, il complète le stage en journalisme du journal La Presse. [réf. souhaitée] À la fin des années 80, il est notamment chroniqueur dans une émission radiophonique sur les ondes du FM93 animée par Mike Gauthier, émission intitulée: Mikegazine. [réf. souhaitée] En 1994, il est nommé adjoint spécial au Procureur général du Canada, l’Hon Allan Rock, mais en 1995, il retourne dans les médias pour de bon. [réf. souhaitée] Il travaille ensuite dans diverses stations de radio et de télévision dont Radio-Canada Trois-Rivières, Windsor et Ottawa, TVA Québec et Montréal et à TQS jusqu’en février 2004. [réf. souhaitée]
C’est à ce moment qu’il quitte pour RadioX, comme producteur de l’émission Le Monde Parallèle de Jeff Fillion et ensuite comme animateur du Show du Matin avec Denis Gravel. [réf. souhaitée]
Il revient brièvement à la télé, à V, où il a occupé le poste de chef d’antenne à Qc pour les bulletins locaux et est intervenu comme chroniqueur pendant 2 ans dans l’émission de Mario Dumont, qu’il a même remplacé comme animateur, de temps à autre. [réf. souhaitée]
En février 2009, il a été choisi comme représentant nord-américain au sein d'une délégation de correspondants internationaux organisée par le Département d'Etat américain en Afghanistan. [réf. souhaitée]
De plus, en 2012-2013, il agit comme chroniqueur sur l’actualité à l’émission de Richard Martineau sur les ondes de LCN. [réf. souhaitée]
En 1989 et 1994, il a également été collaborateur à La Presse, au Devoir, a été brièvement à l’emploi du Soleil (correspondant à Montréal) a même couvert la campagne électorale américaine de 1992 (campagne de Clinton à Little Rock) pour le compte de Radiomutuel, à MTL. En tant que journaliste à Radio-Canada, il a été amené à couvrir d’importants évènements dont: Les inondations du Saguenay en 1996 ainsi que la crise du verglas en 1998. En 2000, alors qu’il était journaliste à TVA, il a révélé avoir été bousculé par la chanteur Éric Lapointe alors qu’il s’était présenté chez ce dernier avec un cadreur de TVA sans prévenir. [réf. souhaitée]
Il a fréquenté les universités York (Boursier Proctor à Glendon Collège) à Toronto et UBC (Asian Studies) à Vancouver. Par la suite, il décrochera un baccalauréat en relations internationales de l’Université Simon Fraser à Vancouver. A aussi suivi un cours de japonais (intermédiaire) à l'Université McGill à Montréal en 1992 et a suivi un stage d’une semaine à la station locale de New York d’ABC et à Columbia University de NY en enquête journalistique (alors qu’il était à l’emploi de TVA Québec en 1999). Maniaque de hockey, il a été également chroniqueur hockey à Vancouver pour NTR et Canadian Press de 1989 à 1993.

## Radio X
En février 2004, il est engagé par Radio X, une radio d'opinion de Québec. Il est d’abord producteur et commentateur dans l’émission Le monde Parallèle de Jeff Fillion et ensuite, à la suite du départ de Jeff Fillion, il devient co-animateur du show du matin avec Denis Gravel jusqu’en 2009, où il est alors remplacé par Jêrome Landry. Depuis août 2009, il anime du lundi au vendredi l’émission Maurais Live (émission d’opinions) avec son coanimateur, Jean-Christophe Ouellet. Selon les Sondages BBM du printemps 2012, son émission demeure la plus écouté dans le marché de Québec, avec en moyenne 15300 auditeurs au quart d'heure. Depuis 2015, Maurais Live est diffusée maintenant le matin, de 5:30 à 9:30. En janvier 2016, le chroniqueur du Journal de Québec et ex-attaché de presse de Jean Charest, Jonathan Trudeau, a occupé le poste de journaliste et lecteur de nouvelles. Dominic Maurais était maintenant entouré de Jean-Christophe Ouellet (alias Jean-Clode), Laurent (Larry) Gaulin et Daniel (Dan) Gravel jusqu’en janvier 2019. À son émission, il reçoit de nombreux chroniqueurs dont: Luc Gélinas, Adrien Pouliot, Ken Peirreira, François Lambert, Jacques Brassard, Michel Morin, Claude Poirier, Réjean Tremblay, Pierre-Paul Hus, Mathieu Bock-Côté, Ezra Levant, Donald Charette, Christian Dufour, Lise Ravary, Frédéric Têtu, Tasha Kerydin, Égide Royer, Richard Martineau, Denise Bombardier, Jeff Fillion, Isabelle Desjardins, Steve E Fortin, Pierre Couture, Reynald Du Berger, Rafael Jacob, Yvon Deshaies et même Jean Perron. [réf. souhaitée]
De 2014 à 2018, Dominic Maurais a aussi signé une chronique régulière dans le Journal de Québec. Il a remis sa démission en 2018.
Depuis septembre 2019, Dominic Maurais anime son émission en compagnie d’Alex Leblond à la console, aux sports et à la Co-animation, Daniel (Dan) Gravel aux nouvelles ainsi que Camille Bergeron à la recherche. [réf. souhaitée]
En plus de son travail à CHOI-FM, il est également chroniqueur et intervenant à Radio-Pirate, la web-Radio de Jeff Fillion. [réf. souhaitée]
De plus, pendant la pandémie de Covid-19, en 2020, il participe à une chronique dans l’émission de Dany Houle, DH en 90 minutes sur les ondes de CHOI-FM. [réf. souhaitée]

## Expérience montréalaise
Son émission Maurais Live a été diffusée de 2012 à 2014 simultanément à Montréal à l'antenne de la station montréalaise de RadioX. À l'ouverture de la saison radiophonique à l'automne 2014, RadioX Montréal a changé de nom pour devenir Radio9. Une fois RadioX devenue Radio9, l'émission Maurais Live a changé de case horaire de sorte qu'elle n'était plus diffusée en simultanée au point qu'il fallait y apporter certaines modifications: par exemple censurer des allusions temporelles et géographiques. Étant épuisé par le travail que commande la production de deux émissions et trouvant difficile d'être en phase avec les montréalais depuis son studio à Québec, Dominic Maurais a confirmé à ses auditeurs la fin de son expérience à Montréal.